# Йештеттен
Йештеттен (нем. Jestetten) — община в Германии, в земле Баден-Вюртемберг. 
Подчиняется административному округу Фрайбург. Входит в состав района Вальдсхут.  Население составляет 5128 человек (на 31 декабря 2010 года). Занимает площадь 20,63 км².